# Antônio de Sousa
D. Antônio de Sousa morto em 1631, serviu nas armadas e depois acompanhou o pai de Portugal ao Brasil em 1591 e quando veio para governador da capitania do Sul em 1608, foi encarregado da administração geral das minas, tendo-se fixado em São Paulo.
Foi comendador de Santa Marta de Viana na Ordem de Cristo.
Teve parte de um engenho de ferro na Capitania de São Vicente e levou a Portugal presentes de ouro maciço ao Rei. 
Depois de voltar a Portugal, residia em sua quinta no Azeitão, a Quinta da Torre ou a Quinta da Boa Vista, na antiga Aldeia de Camarate ou Brejos de Camarate, onde hoje se encontra instalada a sede da Província Portuguesa da Congregação da Apresentação de Maria.

## Dados genealógicos
Filho de D. Francisco de Sousa que D, Filipe II de Portugal ainda pensou atribuir o título de Marquês das Minas mas que não chegou a efectivar.
Casou com D. Maria de Menezes.
Filhos:
1. João
2. Antônio, morto jovem
3. Catarina; casada com  Rodrigo de Castro (morto em 1662) Conde de Mesquitela
4. Leonor; casada com Pedro de Melo, senhor de Ficalho
5. Joana, morta jovem
6. Catarina, morta jovem
7. Helena Luísa; casada com Manuel Ferreira de Andrade
8. primogênito, D. Francisco de Sousa, nascido em 1610 e morto em 1674, 3º conde do Prado, considerado o 1º marquês das Minas, como esteve para ser o seu avô, em 1608[1]